# Eurypon obtusum
Eurypon obtusum är en svampdjursart som beskrevs av Jean Vacelet 1969. Eurypon obtusum ingår i släktet Eurypon och familjen Raspailiidae. Inga underarter finns listade i Catalogue of Life.